# Florian Meimberg
Florian Meimberg (* 6. Juli 1975 in Bielefeld) ist ein deutscher Regisseur und Autor.

## Leben
Meimberg legte 1995 das Abitur an der Hans-Ehrenberg-Schule in Bielefeld-Sennestadt ab und zog anschließend nach Düsseldorf. Sein Studium in Grafikdesign brach er nach einem Semester ab und arbeitete stattdessen in den nächsten Jahren für internationale Werbeagenturen. Als Creative Director konzipierte und verantwortete er zahlreiche Kampagnen und betreute Filmproduktionen für Werbespots. Seit 2008 arbeitet Meimberg als Regisseur für Werbespots, Webisodes, Dokumentationen und Musikvideos. Seine Arbeiten wurden mit nationalen und internationalen Kreativ-Awards ausgezeichnet.
2009 kreierte Florian Meimberg die Tiny Tales. Er veröffentlichte auf Twitter Hunderte der nur 140 Zeichen umfassenden, in sich abgeschlossenen fiktionalen Geschichten. 2010 erhielt er dafür den Grimme Online Award und publizierte 2011 im Buch „Auf die Länge kommt es an“ seine Geschichten im S. Fischer Verlag.
Ende 2019 verfilmte Meimberg vier seiner Tiny Tales als Micro Movies.
Meimberg ist Mitglied und regelmäßig Juror des Art Directors Clubs Deutschland, sowie Mitglied der Deutschen Werbefilmakademie. Er lebt mit seiner Familie in Bonn.